# الرقابة في فنزويلا

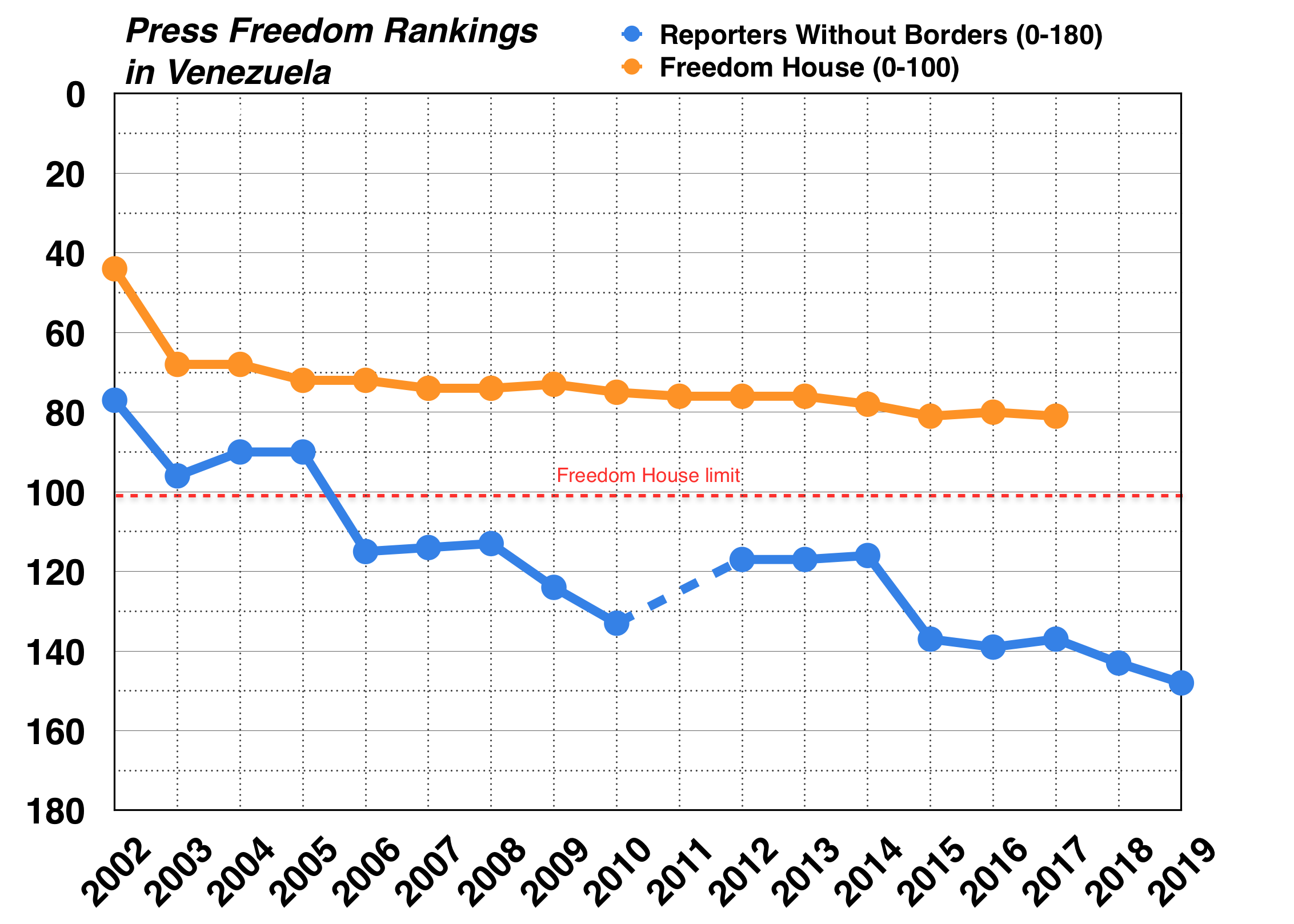

تشير الرقابة في فنزويلا إلى جميع الأفعال التي تعتبر قمعًا لحرية التعبير في الدولة. أدرجت منظمة مراسلون بلا حدود فنزويلا في المرتبة 137 من أصل 180 دولة في مؤشرها العالمي لحرية الصحافة لعام 2015 وصنفت حرية الإعلام في فنزويلا بمستوى «الحالة العسيرة».
ينص دستور فنزويلا على حماية حرية التعبير وحرية الصحافة. وتنص المادة 57 على أن «الجميع يمتلكون الحق في التعبير بحرية عن أفكارهم أو آرائهم شفهيًا أو كتابيًا أو بأي شكل من أشكال التعبير، واستخدام أي وسائل التواصل والترويج لتحقيق تلك الغايات، ويجب عدم وضع أي رقابة.» وينص أيضًا على أن «الرقابة تحد من إمكانية المسؤولين الحكوميين بالإبلاغ عن الأمور المحظورة التي يضطلعون بمسؤوليتها.» وفقًا للمادة 58، «يمتلك الجميع الحق بالحصول على معلومات صادقة ونزيهة في الوقت المناسب، دون رقابة...»
ذكرت منظمة هيومن رايتس ووتش أنه خلال «فترة زعامة الرئيس السابق تشافيز والرئيس الحالي مادورو، مكّن تراكم القوة في السلطة التنفيذية وتلاشي ضمانات حقوق الإنسان الحكومة من ترهيب منتقديها وفرض الرقابة عليهم ومحاكمتهم» وأبلغت عن إمكانية فرض رقابة على المحطات الإذاعية في حال انتقادها للحكومة.
ذكرت منظمة مراسلون بلا حدود أن وسائل الإعلام في فنزويلا «تسيطر عليها الحكومة بشكل كامل وعلى تصريحاتها الإلزامية، وتُدعى السلاسل».
في عام 1998، مثّل التلفاز المستقل نسبة 88% من 24 قناة تلفاز وطنية بينما سيطرت الحكومة الفنزويلية على نسبة الـ12% الأخرى. بحلول عام 2014، كان هناك 105 قنوات تلفازية وطنية تضم 46%، أو 48 قناة تمثل وسائل الإعلام المستقلة بينما تبلغ نسبة «القنوات المجتمعية» التي تمولها الحكومة الفنزويلية 54%، أو 57 من القنوات المتبقية. صرحت منظمة فريدم هاوس أيضًا بوجود تحفيز لوسائل الإعلام الخاصة المتبقية «بالرقابة الذاتية المنتظمة» الناجمة عن الضغط الذي تمارسه الحكومة الفنزويلية.
وفقًا للاتحاد الوطني لعمال الصحافة في فنزويلا، أُوقف 115 منفذًا إعلاميًا عن العمل بين عامي 2013 و2018 خلال حكومة نيكولاس مادورو. ومن ضمنها 41 من الوسائل المطبوعة و65 منفذًا إذاعيًا و9 قنوات تلفازية.
وجد معهد الصحافة والمجتمع في فنزويلا على الأقل 350 قضية من انتهاكات حرية التعبير خلال السبع أشهر الأولى من عام 2019.

## استنزاف المصادر وشراء وسائل الإعلام
قد يضغط الرئيسان تشافيز ومادورو على المنظمات الإعلامية حتى تفشل عبر منعها من الحصول على المصادر الضرورية. وقد تتلاعب الحكومة الفنزويلية بأسعار صرف العملات الأجنبية للمنظمات الإعلامية كي لا تعود قادرة على استيراد مواردها أو إثقالها بالغرامات. وقد تستخدم الحكومة بعد ذلك منظمة واجهة لتقديم عرض بشراء المنظمة المضطربة. عقب عملية الشراء، ستعِد المنظمة الواجهة بعدم تغيير طاقم العمل ولكنها ستسرحهم تدريجيًا وتغير تغطيتهم لتكون في صالح الحكومة الفنزويلية.
بعد أن أصبح نيكولاس مادورو رئيسًا لفنزويلا بفترة وجيزة، بيعت كل من إل يونيفيرسال وغلوبوفيزيون وأولتيماس نوتيتياس، وهي ثلاثة من أكبر المنظمات الإعلامية في فنزويلا، إلى مالكين كانوا متعاطفين مع الحكومة الفنزويلية. وبعد فترة وجيزة، بدأ موظفو المنظمات الإعلامية المتأثرة بالاستقالة، بعضهم بسبب الرقابة التي يفرضها مالكي المنظمات الجدد.
بعد ما يقرب الـ83 عامًا من طباعة الصحف للشعب الفنزويلي، في 17 مارس 2016، أصدرت الصحف طبعتها الأخيرة من النسخ المادية، وأوقفت استعمال المواد المطبوعة. في افتتاحيتها الأخيرة للصفحة الأولى، وضحت صحيفة إل كارابوبينيا بأن الجهاز الحكومي المسؤول عن توزيع ورق الصحف لم تحاول بيع المصادر الضرورية للصحف.
عقب انتخاب الرئيس مادورو، توقفت 55 صحيفة عن النشر بسبب الصعوبات ورقابة الحكومة بين عامي 2013 و2018.           

## رقابة الإذاعة
في عام 2001، كان هناك 500 محطة إذاعية مستقلة في فنزويلا ومحطة واحدة ترعاها الدولة.
في أغسطس 2009، أمر ديوسدادو كابيو، مدير اللجنة الوطنية للاتصالات آنذاك، بالتدخل القضائي في 32 محطة إذاعية ومحطتي تلفاز، عُرف ذلك القرار باسم راديوسايد.
في عام 2017، أزالت حكومة مادورو 46 محطة إذاعية من البث وفقًا للاتحاد الوطني لعمال الصحافة.
منذ 22 يناير 2019، نصحت اللجنة الوطنية للاتصالات مرارًا بعدم الترويج للعنف وإنكار السلطات المؤسسية، وفقًا لقانون المسؤولية الاجتماعية في الإذاعة والتلفاز المفروض في عام 2004. أُمرت بعض البرامج الإذاعية بالتوقف عن البث، ومن ضمنها برنامج سيزار ميغيل روندون الإذاعي، أحد أكثر البرامج استماعًا في البلاد. أُلغيت برامج أخرى مؤقتًا أو تلقت تحذيرات رقابية، ومن ضمنها تهديدات بإغلاق محطات الإذاعة والتلفاز الخاصة إذا اعترفت بخوان غوايدو رئيسًا بالإنابة أو رئيسًا مؤقتًا لفنزويلا.        

## رقابة التلفاز
في عام 2008، أبلغت منظمة مراسلون بلا حدود أنه عقب «أعوام من الحرب الإعلامية، سيطر هيوغو تشافيز وحكومته على قطاع البث بأكمله تقريبًا».
خلال الاحتجاجات الفنزويلية لعام 2014، أوقفت اللجنة الوطنية للاتصالات قناة الأخبار الكولومبية، إن تي إن 24 عن البث (عُين الجهاز الحكومي الفنزويلي للتنظيم والإشراف والسيطرة على الاتصالات السلكية واللاسلكية) بسبب «ترويجها للعنف». ندد الرئيس مادورو بعد ذلك بوكالة فرانس بريس للتلاعب بمعلومات حول الاحتجاجات. بعد أن طالبت حملة معارضة على موقع تويتر من مشاركي حفل الأوسكار التكلم بصراحة دعمًا لهم، ولأول مرة منذ عقود، لم تعرض قناة التلفاز الخاصة، فينيفيزيون حفل الأوسكار عندما أظهر جاريد ليتو تضامنه مع «الحالمين» المعارضين عندما فاز بجائزته.
عندما كان من المُقرر عرض مسلسل تلفازي يصور هيوغو تشافيز بعنوان إل كوماندانتي للمرة الأولى، فرضت الحكومة البوليفارية رقابة على الحلقة مع قول الرئيس مادورو بأن إل كوماندانتي عبارة عن «مسلسلًا يحاول تشويه سمعة زعيم حقيقي وأمريكي لاتيني وبطل عالمي»، وغردت اللجنة الوطنية للاتصالات للفنزوليين بأنه ينبغي أن يُعلموا اللجنة في حال «إهانة أي مشغل محطة لإرث هيوغو تشافيز ببث مسلسل إل كوماندانتي، ... #لا_أحد_يتحدث_عن_تشافيز_هنا».
في 12 فبراير 2017، أوقفت اللجنة الوطنية للاتصالات قناة سي إن إن إسبانول عن البث عقب تقرير إخباري يتهم الحكومة الفنزويلية ببيع جوازات سفر وتأشيرات لشخصيات من دول الشرق الأوسط ومن ذوي الخلفيات المريبة لتحقق أرباحًا عبر سفارتها في بغداد، العراق. اعتبرت الحكومة التقرير «(تهديدًا) لسلام شعبنا الفنزويلي واستقراره الديمقراطي لأنه يولد بيئة من التعصب.»
في 10 أبريل 2017، ضمن احتجاجات مناهضة للحكومة، أُوقفت تودو نوتسياس الأرجنتينية وإل تيمبو الكولومبية عن البث بموجب أوامر أصدرتها اللجنة الوطنية للاتصالات.
في 24 أغسطس 2017، أوقفت اللجنة الوطنية للاتصالات بث قناتي تلفاز، كاراكول تي في وآر سي إن كولومبيا. واتهمت اللجنة هاتين القناتين «بالمساهمة في تعميم رسالة تشير لاغتيال رئيس جمهورية فنزويلا البوليفارية، نيكولاس مادورو موروس.» انتقد الأمين العام لمنظمة الدول الأمريكية، لويس ألماغرو والرئيس الكولومبي، خوان مانويل سانتوس قرار إزالة تلك القنوات. وفي نفس اليوم، تعرض الرئيس نيكولاس مادورو لانتقادات شديدة من منظمات الإعلام الدولية خلال مؤتمره الصحافي، بقوله أنه «كان من الصعب إبطال السلطة الكاذبة لسي إن إن وفوكس نيوز بزرع الكراهية كل يوم». ذكر الرئيس مادورو أيضًا أن قناة بي بي سي «أصبحت أكبر وسيلة دعائية للتدخل العسكري» في فنزويلا. وفقًا للاتحاد الوطني لعمال الصحافة، أُزيلت ثلاث قنوات تلفازية في الأشهر المقبلة حتى أغسطس 2017.
في 24 يناير، وخلال الأزمة الرئاسية الفنزويلية عام 2019، أزالت اللجنة الوطنية للاتصالات قناة كانال 24 هوراس، من شبكة التلفاز ومشغلات القنوات الفضائية الفنزويلية وهي قناة تمتلكها هيئة الإذاعة العامة التشيلية، تلفزيون ناسيونال د تشيلي. وأزالت اللجنة القناة مرة أخرى خلال نزاعات الحدود الفنزويلية في 23 فبراير، دون إعطاء أي سبب.
خلال الحفل المباشر لتقديم المعونة لفنزويلا في 22 فبراير، أُزيلت قناتا ناشيونال جيوغرافيك وأنتينا 3 من شبكة التلفاز والقنوات الفضائية لبثها الحفل. حُظر الوصول لموقع يوتيوب أيضًا لمستخدمي كان تي في خلال الحفل.         